# Багыр
Багыр — деревня в Красногорском районе Удмуртской республики.

## География
Находится в северо-западной части Удмуртии на расстоянии приблизительно 5 км на север-северо-восток по прямой от районного центра села Красногорское.

## История
Известна с 1873 года как починок Багыр верхний (Пермята) с 6 дворами, в 1905 году (уже деревня Верхний Багыр или Перминова) 26 дворов, в 1924 (Багыр Верхний) 25 дворов. Современное название с 1980 года. До 2021 года входила в состав Красногорского сельского поселения.

## Население
Постоянное население составляло 89 человек (1873 год), 175 (1905), 225 (1924, русские), 261 человек в 2002 году (русские 91 %), 213 в 2012.